# سرهی دوتسنکو
سرهی دوتسنکو (اوکراینی: Сергій Доценко؛ زادهٔ ۲۹ ژوئیهٔ ۱۹۷۹) بوکسور سابق اهل اوکراین است.